# Jacques Alexandre
Pour les articles homonymes, voir Alexandre.
Jacques Alexandre est un journaliste français né à Paris le 7 février 1921 et mort à Carcassonne le 19 septembre 2011 à l'âge de 90 ans.
Pendant la Seconde Guerre mondiale, Jacques Alexandre est mobilisé par le Service du Travail Obligatoire, avant de s'engager dans la résistance dans le Maquis du Vercors. En 1944, il débute à la Radiodiffusion nationale, ancêtre de l'ORTF puis de Radio France. En 1945, à la suite de la réorganisation de la profession de journaliste, il a la particularité de recevoir la carte de presse no 1.
Après avoir débuté à la radio comme journaliste politique, Jacques Alexandre est le premier à assurer une revue de presse quotidienne à l'antenne, s'attirant parfois les critiques du Général de Gaulle, alors président de la République. À cause de son engagement dans le syndicat Force Ouvrière (il est alors secrétaire général du syndicat à l'ORTF) il sera révoqué pendant 6 mois à l'issue des événements de Mai 68.
Réintégré en 1969, Jacques Alexandre devient en 1972 directeur de l'information adjoint de la première chaîne de l'ORTF,, puis en 1974 rédacteur en chef adjoint de la toute jeune Radio France internationale. 
Il est fait officier de la Légion d'honneur en 1984, et prend sa retraite en 1985.

## Distinctions
- Officier de la Légion d'honneur